# Fraat II. Partski
Fraat II. (ΦΡΑΑΤΗΣ) je bio vladarom Partskog Carstva. Bio je iz dinastije Arsakida. Sin Mitridata I. i Ri-'nu. Vladao je od 135. pr. Kr. do 128. pr. Kr. Naslijedio je oca Mitridata I. na prijestolju. 
Imao je sestru Rodogunu. Oženio je Laodiku VII., kći seleukidskog kralja Dmitra II. Nikatora i njegove prve supruge Kleopatre Thee. Na prijestolje je došao kao mlad. Njegova je mati za nj vladala to vrijeme. Oko 130. pr. Kr. Partsko Carstvo napadali su i s istoka i sa zapada.

## Rat sa Seleukidima
Seleukovićki kralj Antioh VII. napao je sa zapada za vratiti izgubljeno državno područje, što mu je uspjelo u trima bitkama vratiti Babilon i Mediju. Na to je Fraat ponudio mir. Antioh VII. je zahtijevao Mezopotamiju i velike dijelove Irana natrag, čime bi se partska država skupila u svoje jezgreno područje. Uz to su došli zahtjevi za daćama. Fraat II. nije mogao prihvatiti ove visoke zahtjev t eje odbio ponudu. Sljedeće zime utaborio se Antioh VII. sa svojom vojskom u Ekbatani. Ondje je okrenuo mjesno stanovništvo protive sebe jer ih je tjerao plaćati uzdržavanje njegove vojske i jer su njegovi vojnici napadali stanovništvo. Zato je kad je Fraat II. napao seleukidsku vojsku u njenom zimskom boravištu, mjesno ga je stanovništvo poduprlo. Porazio je Antioha VII., a Antioh VII. je ubijen ili je počinio samoubojstvo. Tako je završila seleukidska vlast istočno od Eufrata.
Fraat II. je uspio zarobiti kraljeva sina Seleuka. Pokojnom kralju Antiohu VII. dopustio je kraljevski pogreb i povratak tijela u Siriju u srebrnom lijesu. Također je pustio Dmitra II. Nikatora, kojega su Parti nekoliko godina držali kao talca, pa je mogao postati kralj seleukidskog kraljevstva po drugi put. Ovim se partski kralj nadao steći više utjecaja u Siriji. Fraat II. je čak oženio jednu od kraljevih kćeriju, čije ime nije zabilježeno u vrelima.